# Bermersheim vor der Höhe
Bermersheim vor der Höhe è un comune di 394 abitanti della Renania-Palatinato, in Germania.

Appartiene al circondario (Landkreis) di Alzey-Worms (targa AZ) ed è parte della comunità amministrativa (Verbandsgemeinde) di Alzey-Land.

## Cultura
Vi nacque Hildegard von Bingen nel 1098, ultima di dieci figli